# Heder

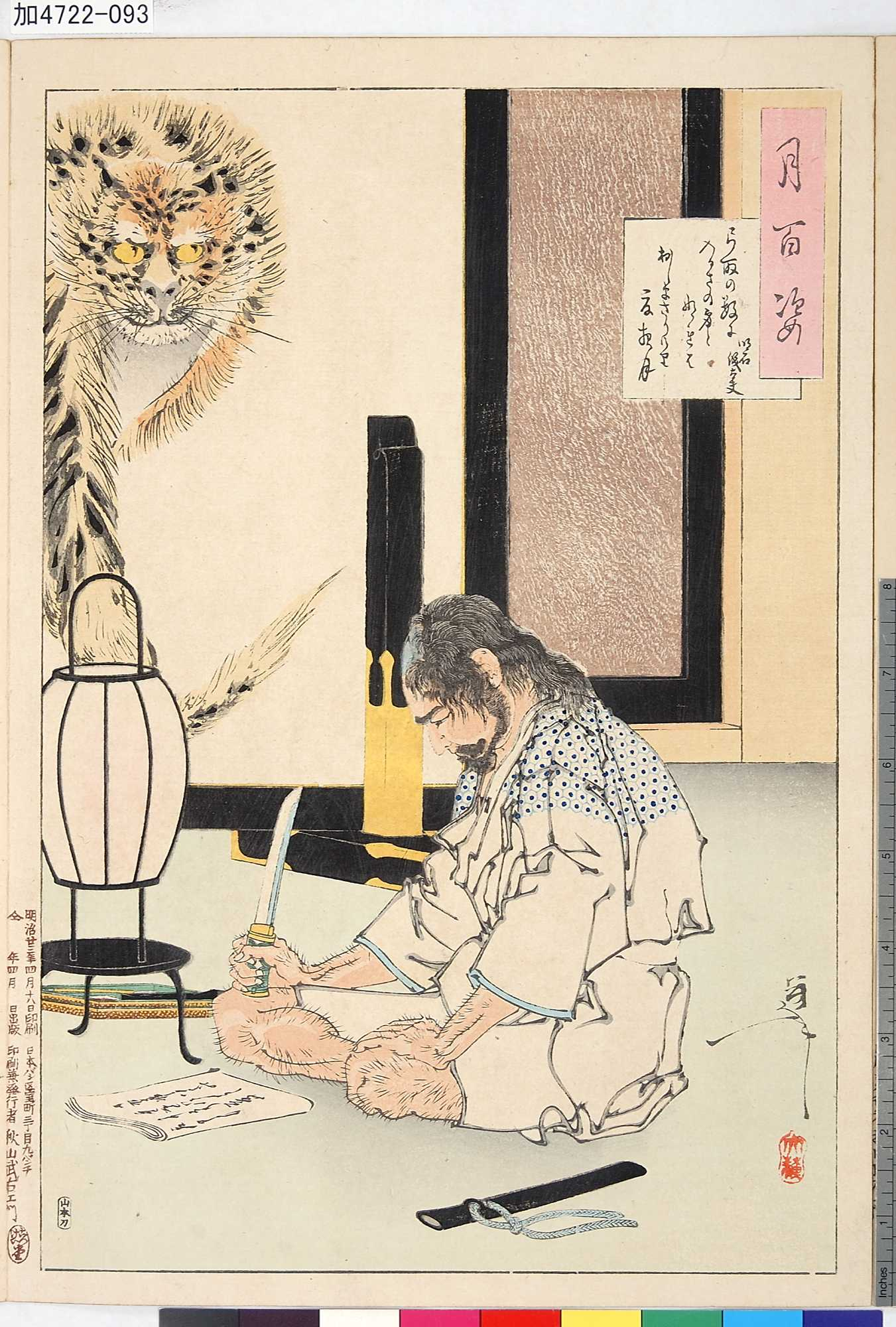
I Japan har självmord - seppuku - ibland varit enda sättet att rädda sin heder.

Heder eller ära är ett antropologiskt och sociologiskt begrepp kopplat till social status, och handlar om andra människors uppskattning av andra familjer och släkter eller en människas personliga värde. Hederns syfte är att bevara ordningen i ett samhälle. Varje individ har ett mått av heder inom en grupp, och en grupp har också ett mått av heder inom en större grupp. Hedern förändras med personens handlingar - en handling som gynnar gruppen ökar individens heder, medan en handling som skadar gruppen också skadar personens heder. Den som förlorat sin heder riskerar att bli utstött ur gruppen och i värsta fall bli utsatt för hämnd, medan stor heder kan leda till makt och andra privilegier. Normen för vad som anses hedrande och vanhedrande varierar med tid och plats - till exempel har en ogift kvinnas kyskhet och en gift kvinnas trohet varit avgörande för hennes heder i många kulturer; ett annat exempel är den traditionella mansrollens ansvar att försörja sin familj.
Heder är också förknippat med ordet att vara hederlig. Motsatsen till heder är skam eller vanheder.

## Heder i olika kulturer
Jägar- och samlarsamhällen grundades på hedersväsendet.[källa behövs] När vissa samhällen växte till städer så ökade mängden potentiella konflikter (jfr Metcalfes lag) och därmed våldet, och hedern befanns otillräcklig för att upprätthålla ordningen. Detta bidrog på vissa håll till utvecklingen av despotier, på andra håll till rättssystem med skrivna lagar. Båda dessa system grundade sig på våldsmonopol.
Människor har ibland värderat sin heder högre än sitt liv, vilket har lett till dueller och självmord för att sona skamliga handlingar.
Heder kan ses som ett allmänmänskligt fenomen, kopplat till människans grundläggande behov av att bli sedd och erkänd av sin omgivning. Däremot varierar de värderingar som läggs i begreppet heder mellan olika kulturer och epoker. Även en kulturs sätt att hantera hedersbrott skiljer sig åt. I subkulturer med ett begränsat antal individer, där rättsväsendet av olika skäl är ineffektivt kan hedersbegreppet få en särskilt stark ställning, exempelvis bland nomadfolk, i glest befolkade samhällen och i kriminella kretsar. Dessa kan då kallas hederskulturer. På motsvarande sätt har hedern spelat en avgörande roll inom militär och ordenssällskap - inte minst inom riddar- och samurajväsendena.
I svenska språket används heder bland annat i begreppen "på heder och samvete", tjuvheder och hedersmord.